# Arameeërs in Brazilië
De Arameeërs in Brazilië (Aramees: ܣܘܪ̈ܝܝܐ ܒܒܪܐܙܝܠ) vormen een etnische minderheid bestaande uit Aramese immigranten, een inheems volk uit Mesopotamië en de Levant. Hun aanwezigheid in Brazilië is het resultaat van meerdere migratiegolven gedurende de 20e eeuw.

## Geschiedenis van migratie
Vanaf het begin van de 20e eeuw migreerden duizenden Arameeërs naar Brazilië, voornamelijk als gevolg van religieuze vervolgingen en conflicten in het Ottomaanse Rijk en later in landen als Syrië, Irak, Libanon en Turkije. Deze migratie vond plaats in verschillende golven:
Tijdens de Sayfo (Aramese genocide) werden Arameeërs systematisch vervolgd en vermoord door Ottomaanse troepen en Koerdische milities. Dorpen in de regio Tur Abdin werden verwoest, en veel overlevenden vluchtten naar veilige gebieden of emigreerden. In de nasleep van de genocide trokken duizenden Arameeërs naar Zuid-Amerika, met Brazilië als een van de bestemmingen.
In de decennia na de Eerste Wereldoorlog (1920-1960) bleef de Aramese bevolking onder druk staan door voortdurende discriminatie en geweld in Turkije, Syrië, Libanon en Irak. In Syrië en Irak werden Aramese gemeenschappen geconfronteerd met politieke instabiliteit en nationalistische campagnes, terwijl in Turkije verdere onderdrukking en gedwongen migratie plaatsvonden. Veel families besloten naar Brazilië te emigreren op zoek naar veiligheid en economische mogelijkheden. 
De Arameeërs in Brazilië kwamen uit diverse regio's in het Midden-Oosten, waaronder Tur Abdin (huidig Turkije), met steden als Mardin, Midyat, Azakh, Isfis, Keleth, Bnebil; Syrië, met steden als Homs, Hama, Sadad, Fayruzah, Qamishli, Dêrik, Aleppo; Libanon, met steden als Beiroet en Zahleh; Irak, met de stad Mosoel en uit Jeruzalem.

## Bevolking en vestiging
Er wordt geschat dat ongeveer 20.000 tot 45.000 Arameeërs zich in Brazilië hebben gevestigd. Tegen de jaren 1940 werden er alleen in São Paulo circa 800 Syrisch-Orthodoxe families geregistreerd door de kerk. Kleinere gemeenschappen vestigden zich in steden als Belo Horizonte, Campo Grande, Curitiba, Recife, Rio de Janeiro en Ponta Porã.  
De eerste Syrisch-Orthodoxe kerk in Brazilië werd in 1958 gebouwd. Tegenwoordig zijn er in Brazilië vier Syrisch-Orthodoxe kerken (in São Paulo, Belo Horizonte en Campo Grande) en twee Syrisch-Katholieke kerken (in Belo Horizonte en Rio de Janeiro), naast enkele missionaire kerken die gericht zijn op etnische Brazilianen.

## Huidige situatie
Door factoren als gemengde huwelijken, een gebrek aan geestelijken en integratie in de Braziliaanse samenleving zijn veel Aramese afstammelingen hun taal en cultuur kwijtgeraakt. De meeste spreken uitsluitend Portugees, en nog maar weinigen beheersen het Aramees of Arabisch. Een groot deel van de gemeenschap is overgegaan tot het katholicisme of andere christelijke stromingen.
Hoewel actieve participatie in de gemeenschap is afgenomen, blijven enkele families hun Aramese erfgoed, taal en tradities in stand houden. Nieuwe generaties mengen zich steeds meer met andere gemeenschappen in Brazilië. De immigratie naar Brazilië is tegenwoordig minimaal; Aramese vluchtelingen uit Syrië en Irak geven vaker de voorkeur aan Europa, Australië en Canada.